# Pfadfinderinnenschaft St. Georg
Die Pfadfinderinnenschaft St. Georg (PSG) ist ein deutscher katholischer Pfadfinderinnenverband mit circa 10.000 Mitgliedern. Der bundesweite Mädchenverband ist Mitglied im Ring deutscher Pfadfinder*innenverbände (rdp) und über diesen in der World Association of Girl Guides and Girl Scouts (WAGGGS).

## Geschichte
Vorläufer der PSG waren der 1931 in Saarbrücken gegründete Bund Katholischer Pfadfinderinnen und die 1932 entstandenen Aachner Hildegardispfadfinderinnen. Beide Organisationen wurden 1935/36 im Rahmen der Gleichschaltungspolitik vom NS-Regime aufgelöst.

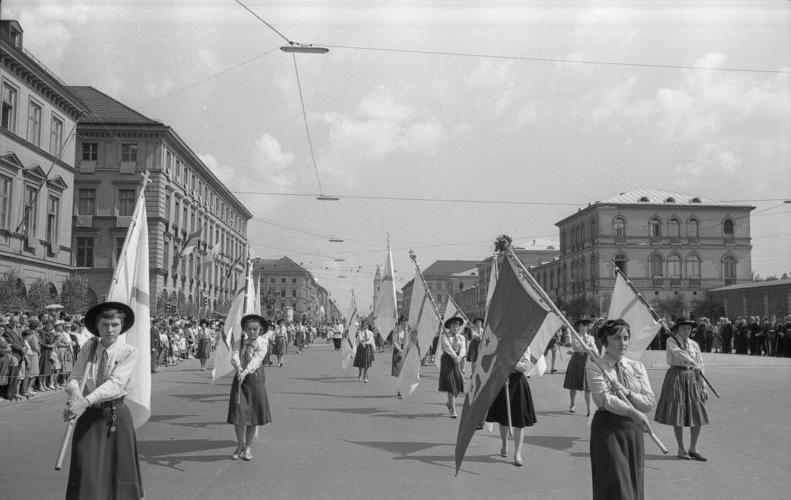
Pfadfinderinnen der PSG während der Fronleichnamsprozession 1960 auf der Ludwigstraße in München.

Nach dem Zweiten Weltkrieg wurden ab 1946 erneut katholische Pfadfinderinnengruppen gegründet, unter anderem in Aachen, Trier, Köln und München. Die Gruppen der amerikanischen und britischen Besatzungszonen schlossen sich 1947 in München zur Pfadfinderinnenschaft Sankt Georg zusammen, noch im gleichen Jahr wurde die PSG Mitglied im Bund der Deutschen Katholischen Jugend (BDKJ). Als die PSG gemeinsam mit den Pfadfinderinnenverbänden Bund Deutscher Pfadfinderinnen und Evangelischer Mädchen-Pfadfinderbund 1949 den Ring deutscher Pfadfinderinnenbünde (RDP) als Dachverband gründete, hatte sie bereits 87 Stämme in der ganzen Bundesrepublik. Der RDP erreichte schon 1950 die Aufnahme in die WAGGGS als assoziiertes Mitglied, die Vollmitgliedschaft folgte vier Jahre später.
1982 tagten die Bundesversammlung von PSG und Deutscher Pfadfinderschaft Sankt Georg (DPSG) gemeinsam zu Fragen der Koedukation. In der Folge beschloss die PSG, weiterhin ein reiner Frauen- und Mädchenverband zu bleiben und sich nicht mit der seit 1971 koedukativen DPSG zusammenzuschließen. Dies gilt mit wenigen regionalen Ausnahmen bis heute. Besonders ist in diesem Kontext die Diözese Aachen zu nennen, in der seit 1970 auch Jungen und Männer als Mitglieder willkommen sind. Diese anfänglich als Pilotprojekt gedachte Sonderrolle wurde jedoch wegen ihres Erfolgs beibehalten. Jungen und Männer dürfen allerdings kein Gremium (bis auf das Jungen- und Männerarbeitsteam) mehrheitlich in der PSG besetzen.
Die Ausrichtung als parteilich-emanzipatorischer Frauen- und Mädchenverband wurde 1990 im Grundsatzpapier „Wir haben eine Schwäche für weibliche Stärke“ festgeschrieben.
siehe auch: Pfadfindergeschichte im deutschsprachigen Raum

## Gliederung
Die PSG gliedert sich in 19 Diözesanverbände, die jeweils alle Stämme eines Bistums zusammenfassen. Einige Diözesanverbände (zum Beispiel Speyer) werden wegen ihrer geringen Größe direkt von der Bundesebene verwaltet.
Die Mitglieder der örtlichen Stämme werden nach Alter und Funktion in sechs Stufen eingeteilt:
- Wichtel (7- bis 10-jährige Mädchen)
- Pfadis (10- bis 13-jährige Mädchen)
- Caravelles (13- bis 16-jährige Mädchen)
- Ranger (junge Frauen über 16)
- Leiterinnen
- Trainerinnen

Je nach Größe des Stammes bestehen pro Altersstufe eine oder mehrere Kleingruppen. Stämme, Diözesanverbände und Bundesverband werden von einem jeweils dreiköpfigen Vorstand geleitet, der aus zwei Vorsitzenden und einer Kuratin besteht. Die Vorstände werden von Mitglieder- oder Delegiertenversammlungen der jeweiligen Ebene gewählt.

## Pädagogisches Profil
Grundlage der PSG-Pädagogik sind drei sogenannte „Standbeine“:

„Wir sind Pfadfinderinnen.
Wir sind Mädchen und Frauen.
Wir sind katholisch.“

Damit beruft sich die PSG auf die Pfadfindermethode und den katholischen Glauben als Ausgangspunkt ihrer emanzipatorischen Frauen- und Mädchenarbeit.

## Einbindung
Die PSG ist Mitglied im Bund der Deutschen Katholischen Jugend. Über den Ring deutscher Pfadfinder*innenverbände (rdp) ist sie Mitglied in der World Association of Girl Guides and Girl Scouts (WAGGGS); gleichzeitig ist sie unmittelbares Mitglied in der als katholische Laienorganisation anerkannten Internationalen Konferenz Katholischer Pfadfinderinnenverbände, die Konsultativstatus bei der WAGGGS besitzt.

## Symbol und Pfadfindertracht
Das Symbol der PSG ist ein stilisiertes Kleeblatt mit einem Kreuz im Zentrum. Wie die Trachthemden ist es in der Grundfarbe hellblau gehalten. Zu den hellblauen Hemden werden dunkelblaue Hosen oder Röcke getragen. Auch das Halstuch ist dunkelblau mit einem von der Altersstufe abhängigen farbigen Rand. Die Altersstufe der Wichtel trägt einen gelben Rand, die Altersstufe der Pfadis trägt einen blauen Rand. Caravelles tragen einen grünen Rand und Ranger tragen einen roten Rand. Als Ranger mit Leiterinnen Ausbildung trägt man dunkelroten Rand und mit Trainerinnen Ausbildung ein Tuch mit einem weißen und einem roten Streifen.